# Tarsotropidus lutulentus
Tarsotropidus lutulentus là một loài bọ cánh cứng trong họ Cerambycidae.